# وسمة الصباغين
وَسْمَةُ الصَّبَّاغِينِ أو الكَتَمُ أو نبل بري (باللاتينية: Isatis tinctoria) نوع نباتي من جنس الوسمة من الفصيلة الصليبية.

## الموئل والانتشار
موطنها بلاد الشام والمغرب العربي وكل مناطق أوروبا تقريبًا.
تزرع الوسمة في الحدائق لتعطي في السنة الأولى أوراقًا مفيدة لتصنيع الصباغ ، وتعطي في السنة الثانية زهورًا جذابة. يمكن أن تزرع البذور بعمق 5 سم في آذار أو نيسان. كما يمكن زراعة الشتلات. يجب حمايتها من الأعشاب الضارة. يكتمل حجم الأوراق في نهاية شهر حزيران من السنة الأولى وبطول 20 سم. في السنة الثانية تنمو الوسمة لتصل إلى طول 1,5 متر مع تكتلات من الزهور الصفراء.
و يعتبر الصباغ الطبيعي المستخرج من صنف صباغ الحلة، ومحتواه الفعال هو النيلة (Indigo). وقد تم استبداله بصباغ النيلة الأزرق الذي بدأ تركيبه في بدايات القرن التاسع عشر، وهو ذو تركيز أكبر بثلاثين ضعفًا من التركيز في الصباغ الطبيعي.

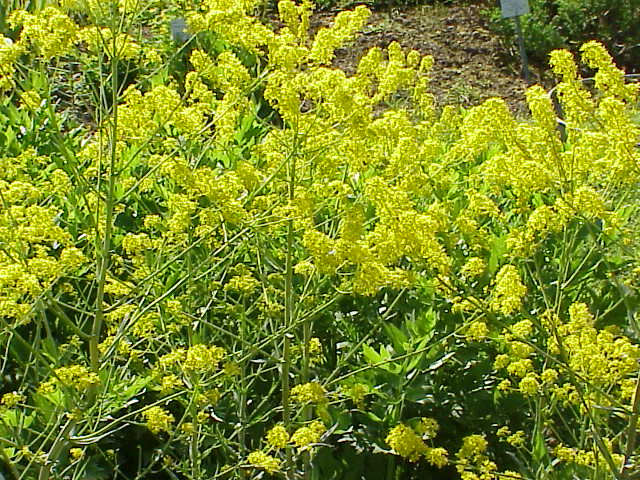
النبات كاملا
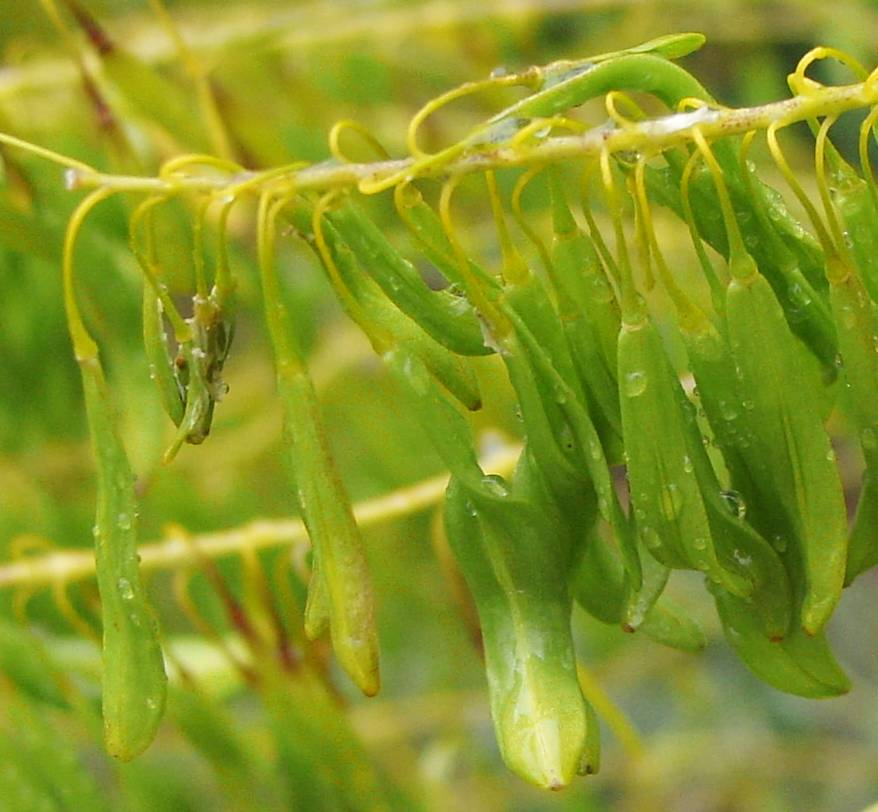
الأوراق المستخدمة في استخراج الصباغ
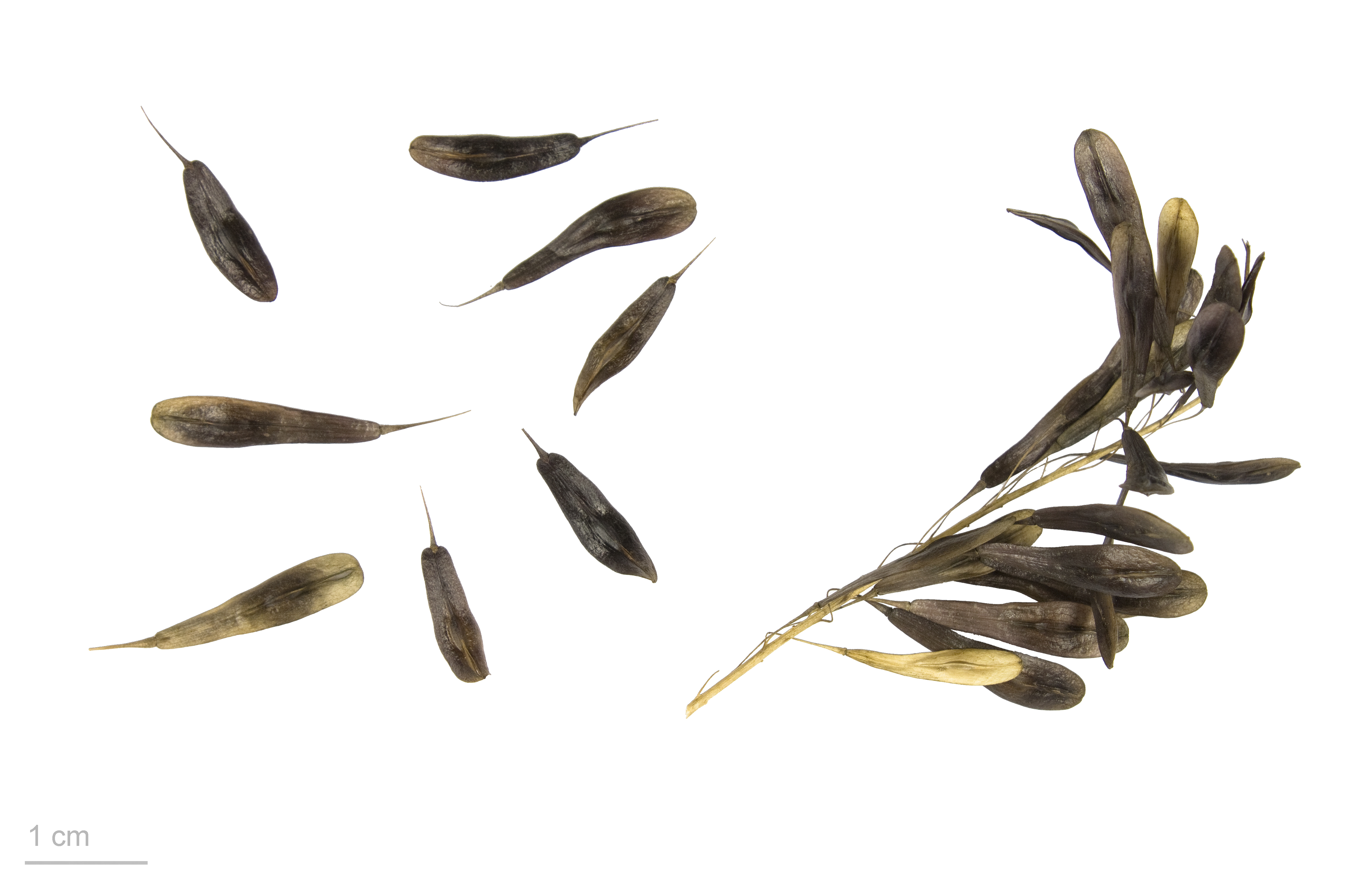
عينة وسمة الصباغين في المتحف